# Джим Браун
Джим Браун (на английски: Jim Brown) е американски телевизионен журналист и писател, автор на произведения в жанра трилър.

## Биография и творчество
Джим Франклин Браун е роден на 14 август 1956 г. в САЩ. Завършва Университета на щата Джорджия с бакалавърска степен по журналистика и по политически науки.
След дипломирането си работи като репортер и телевизионен водещ в NBC, ABC, CBS и Fox. Като криминален репортер коментира на живо и от мястото на събитията едни от най-горещите новини в САЩ – престрелки, убийства, съдебни присъди, торнада в Джорджия, пожари или наводнения, или урагани във Флорида. Като политически репортер интервюира президентите Рейгън, Буш, Клинтън и Картър, също и Хилъри Клинтън, Ал Гор, и Джеси Джексън. Три пъти е носител на наградата на „Асойшетед Прес“ за новинарска емисия. Заедно с работата си на телевизионен журналист, в продължение на почти 3 години е колумнист във вестник като Джим де ла Вега.
Женен е за Катрин Хър, телевизионна водеща на CBS, с която в продължение на 10 години работят заедно в телевизията.
През 2001 г. е издаден първият му трилър „24/7“, в който се представя историята на телевизионно реалити-шоу, което е обсебено от мистериозен сериен убиец и участниците трябва да се борят не само за гласовете на публиката, но и за собствения си живот.
Джим Браун живее със семейството си във Фресно, Калифорния.

## Произведения

### Самостоятелни романи
- 24/7 (2001) – издаден и като „24/7: Reality TV With a Killer Twist“
24/7, изд.: ИК „Бард“, София (2002), прев. Борислав Пенчев
- Black Valley (2003)
- Boom (2010)

### Новели
- Capricorn Killer (2015)